# Papà Gambalunga
Papà Gambalunga (Daddy Long Legs) è un romanzo epistolare del 1912 della scrittrice statunitense Jean Webster. Racconta la storia di un'orfana alla quale un ricco benefattore, che vuole restare anonimo, offre la possibilità di frequentare l'università.
Il romanzo è considerato un classico della letteratura e nel corso degli anni sono stati prodotti numerosi adattamenti per il cinema, la televisione e il teatro come il film Papà Gambalunga del 1955 con Fred Astaire e l'anime giapponese Papà Gambalunga del 1990.
Caro nemico, ultimo romanzo dell'autrice, è da considerarsi un sequel di Papà Gambalunga.

## Genesi dell'opera
Papà Gambalunga è il più famoso romanzo di Jean Webster. L'autrice iniziò a lavorare al romanzo nel 1911, anno della pubblicazione di Just Patty (ideato come prequel del suo romanzo d'esordio When Patty Went to College). Papà Gambalunga venne pubblicato a puntate tra l'aprile e il settembre del 1912 su Ladies' Home Journal, una delle più antiche riviste femminili degli Stati Uniti. Nell'ottobre dello stesso anno venne pubblicato per la prima volta in volume presso l'editore Grosset & Dunlap, ottenendo un grande successo. Nel romanzo sono presenti numerose illustrazioni realizzate dall'autrice.
Si tratta di un romanzo epistolare, ad eccezione del capitolo introduttivo intitolato Un deprimente mercoledì.
Anche Caro Nemico, ottavo e ultimo libro dell'autrice, è un romanzo epistolare e segue lo scambio di lettere tra Judy Abbott e Sally McBright, costituendo una sorta di sequel/spin off del romanzo precedente.

## Trama
(Jerusha "Judy" Abbot)
Jerusha Abbot è una trovatella, abbandonata in fasce dai suoi genitori (probabilmente deceduti). Non si sa nulla della sua famiglia: il suo cognome è stato preso a caso dall'elenco telefonico (Abbot è nella prima pagina) e il suo nome da una tomba del vicino cimitero.
Alla soglia dei 18 anni, terminate le scuole superiori, la ragazza sembra ormai destinata a rimanere nell'orfanotrofio come istitutrice, ma un ignoto e ricco membro del consiglio dell'istituto, colpito dal suo talento nello scrivere,
decide di diventare suo tutore e le offre la possibilità di frequentare l'università. L'ignoto benefattore che desidera rimanere anonimo (si farà chiamare John Smith) pone come unica condizione che Jerusha gli scriva periodicamente per tenerlo al corrente dei suoi progressi nello studio e nella vita. L'unica immagine che la ragazza ha di questo eccentrico personaggio, è la sua lunga ombra dalle gambe sottili proiettata contro una parete dalla luce radente dei fari della sua automobile: la ragazza deciderà quindi di soprannominare il suo tutore "Papà Gambalunga".
Da questo punto il romanzo racconta la vita di Jerusha nei suoi quattro anni di università, così come viene riportata dalle lettere che periodicamente la ragazza scrive al suo tutore. Jerusha, per integrarsi meglio nell'ambiente alto-borghese in cui si trova, capisce subito che è opportuno celare la sua identità di orfana: si farà chiamare Judy e fingerà di essere una ricca ragazza di buona famiglia, con un tutore legale che amministra i suoi beni.
Col passare del tempo, conosceremo quindi i personaggi che riempiranno la vita di Judy: Sallie McBright e Julia Pendleton, le sue compagne di stanza, Jimmy McBright, fratello maggiore di Sallie e soprattutto Jervis Pendleton, lo zio di Julia, con il quale nascerà una storia d'amore. Quando però Jervis farà a Judy la proposta di matrimonio lei rifiuterà, senza spiegargli il motivo. Lei è profondamente innamorata, ma non vuole che lui, ricco e di buona famiglia, sposi un'orfana per poi pentirsene. Inoltre per orgoglio non avrà il coraggio di confessare le sue vere origini e il suo rifiuto farà credere a Jervis che Judy sia innamorata di Jimmy, il fratello di Sallie.
Ma la storia è percorsa soprattutto dal mistero sulla vera identità di Papà Gambalunga: Judy vorrebbe incontrarlo per conoscere il suo benefattore, ma per qualche ragione, che lei non capisce, lui a tale desiderio risponde sempre negativamente. La rivelazione arriverà solamente all'ultima pagina, quando Judy ormai laureata, potrà scoprire finalmente l'incredibile vera identità del misterioso Papà Gambalunga.

## Trasposizioni in altri media
Teatro

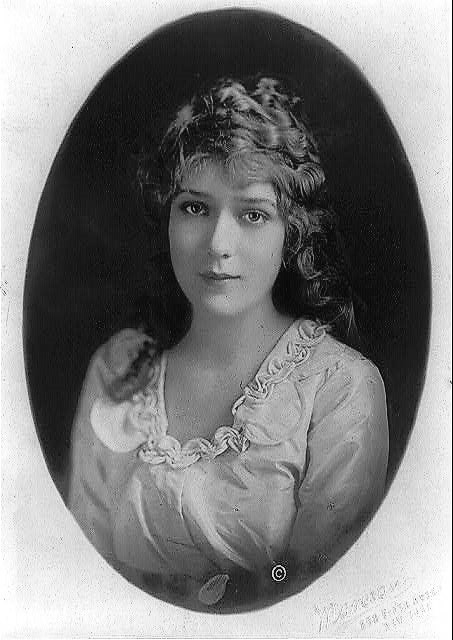
Mary Pickford è stata al cinema la prima Judy Abbot in "Daddy Long Legs" del 1919

- Daddy Long Legs, commedia scritta per il teatro da Jean Webster, USA 1914
- Love from Judy, commedia musicale teatrale, GB 1952

Cinema
- Papà Gambalunga, film diretto da Marshall Neilan con Mary Pickford, USA 1919
- Papà Gambalunga, film musicale diretto da Alfred Santell con Janet Gaynor e Warner Baxter, USA 1931
- Riccioli d'oro, film diretto da Irving Cummings con Shirley Temple, USA 1935
- Vadertje Langbeen, film diretto da Frederic Zelnik con Lily Bouwmeester, Paesi Bassi 1938
- Papà Gambalunga, film musicale diretto da Jean Negulesco con Fred Astaire e Leslie Caron, USA 1955
- Daddy Long Legs, film diretto da Kong Jeong-sik con Yeon Jeong-hun e Ha Ji-won, Corea del Sud 2005

Televisione
- Vadertje Langbeen, film per la TV con Jenny Arean, Paesi Bassi 1964

Animazione
- Le più belle favole del mondo, anime (raccolta di classici della letteratura: il romanzo è trasposto in 4 episodi), Giappone 1978
- Ashinaga Ojisan, film d'animazione musicale per la televisione diretto da Masakazu Higuchi, Giappone 1979
- Papà Gambalunga, anime diretto da Kazuyoshi Yokota, Giappone 1990

## Edizioni
- Jean Webster, Storia di una ragazza americana, Firenze, Le Monnier, 1921, SBN CUB0675056.
- Jean Webster, Papà Gambalunga: storia di una ragazza americana, Firenze, Bemporad, 1931, SBN TO01317843.
- Jean Webster, Papà Gambalunga: storia di una ragazza americana, Marzocco, 1940, SBN CUB0675055.
- Jean Webster, Papà Gambalunga, traduzione di Paola Fontana, collana Classici, De Agostini, 2004,  p. 160, ISBN 88-415-1411-6.

- Jean Webster, Papà Gambalunga. Edizione integrale e annotata, a cura di Enrico De Luca, traduzione di Enrico De Luca e Miriam Chiaromonte, collana I Classici Ritrovati, Caravaggio Editore, 2019,  p. 264, ISBN 9788895437910.

## Curiosità
Non risulta che il termine "daddy-long-legs" fosse utilizzato prima del 1865. Si trova citato nel capitolo XI di Piccole donne (1868) di Louisa May Alcott, opera a cui Jean Webster si riferisce spesso nel corso del romanzo.
"Daddy Long-Legs" (lett. Papà Gambalunga) è il nome colloquiale con cui nei paesi anglosassoni vengono chiamati diversi animali ed una pianta:
- I ragni appartenenti alla Famiglia Pholcidae.
- Gli aracnidi appartenenti alla Famiglia Opiliones.
- Gli insetti appartenenti alla Famiglia Tipulidae.
- Le piante della specie Stylidium divaricatum, dalla fioritura carnivora.

Nel gioco The Binding of Isaac un boss prende il nome di "Daddy Long-Legs".